# Galway
Galway (irsko Gaillimh, izgovorjava [ɡalʲɪvʲ]) je mesto na zahodu Irske v regiji Connacht. Mestni svet Galwaya je lokalna oblast mesta. Leži ob reki Corrib med jezerom Lough Corrib in zalivom Galway ter je obdan z grofijo Galway. Je četrto najbolj naseljeno mestno območje v Republiki Irski in šesto na irskem otoku.
Po irskem popisu leta 2016 v mestu Galway živi 79.504 prebivalcev.
Galway je Evropska prestolnica kulture leta 2020 skupaj z Reko na Hrvaškem.

## Ime
Ime mesta izvira iz irskega imena Gaillimhe, ki je bila zahodna meja najstarejšega naselja Dún Gaillimhe, 'trdnjava Gaillimh'. Mitske in druge izpeljave imena so navedene v zgodovini Galwaya.
Zgodovinsko gledano je bilo ime anglicizirano kot Galliv ali Gallive, bližje irskemu izgovoru. Ime mesta v latinščini je Galvia.
Mesto ima tudi vzdevek Mesto plemen (irsko Cathair na dTreabh), ker se je štirinajst trgovskih družin imenovalo »plemena Galwaya« , ki so vodili mesto v hibernijsko-normanskem obdobju.
Prebivalci mesta se imenujejo Galwegi.

## Zgodovina
Dún Gaillimhe (Utrdba na ustju Gaillimha) je bila zgrajena leta 1124,  ko je v Connachtu vladal kralj Tairrdelbach Ua Conchobair (1088−1156). Naselje je zraslo okoli nje. Med vdorom Normanov v Connacht v 1230-ih je utrdbo Dún Gaillimhe zajel Richard Mor de Burgh, ki je vodil Normane. Ko so se de Burghi sčasoma gelizirali, so trgovci v mestu, plemena Galwaya, začeli večji nadzor nad obzidanim mestom.
Sčasoma so imeli popoln nadzor nad mestom in od angleške krone leta 1484 dobili status župana. Galway je imel težke odnose z irskimi sosedi. Obvestilo o zahodnih mestnih vratih, ki ga je leta 1562 napisal župan Thomas Óge Martyn, pravi: »Pred bogatimi O'Flahertyji nas lahko zaščiti le Bog.« Podzakonski akt je domorodnim Ircem prepovedal (v nasprotju s hiberno-normanskimi prebivalci) neomejen dostop v Galway, češ da se ne bosta »niti O' niti Mac šopirila in sprehajala po ulicah Galwaya« brez dovoljenja.
V srednjem veku je Galway upravljala oligarhija štirinajstih trgovskih družin (dvanajst, ki so trdile, da so normanskega rodu, in dve irskega izvora). To so bila »plemena Galwaya«. Mesto je uspevalo v mednarodni trgovini, saj je bilo glavno irsko pristanišče za trgovanje s Španijo in Francijo. Na to najbolj spominja ceann a bhalla ('konec zidov'), zdaj znana kot Španski obok, zgrajen med županovanjem Wylliama Martina (1519/20). Leta 1477 je Galway obiskal Krištof Kolumb, morda se je ustavil na poti do Islandije ali Ferskih otokov. Sedem ali osem let kasneje je v svoji kopiji Imago Mundi ob robu zapisal:
Moški Cathaya so prišli z zahoda. Videli smo veliko znakov za to. Še posebej v Galwayu na Irskem, moški in ženska nenavadnega videza sta prišla v deželo na dveh drevesnih deblih.
Najverjetnejša razlaga je, da sta bila Inuita, ki ju je prinesel severni atlantski tok.
V 16. in 17. stoletju je Galway ostal večinoma zvest angleški kroni, celo med gelskim ponovnim vzponom, morda zaradi preživetja. Vendar se je do leta 1642 mesto med vojnama treh kraljestev povezalo s katoliško konfederacijo Kilkennyja. Med osvajanjem Irske so po devetmesečnem obleganju Cromwellove sile zajele mesto. Konec 17. stoletja je mesto podpiralo pristaše kralja Jakoba II. v Viljemovi vojni za Irsko, ki ga je po zelo kratkem obleganju zajel, ne dolgo po bitki pri Aughrimu leta 1691. Velike družine Galwaya so bile uničene. Mesto je trpelo še zaradi krompirjeve plesni od 1845 do 1852 in si ni popolnoma opomoglo do obdobja močne gospodarske rasti v poznem 20. stoletju.

## Geografija
Mesto leži na zahodni obali Irske na severovzhodni obali zaliva Galway. Reka Corrib, ki je močno izpostavljena plimovanju, teče skozi mesto in v zaliv.
Galway ima vse leto blago, vlažno, zmerno in spremenljivo podnebje zaradi prevladujočih vetrov Severnoatlantskega toka. Tu ni temperaturnih skrajnosti, temperature so pod 0 °C in nad 30 °C redke. Mesto ima letno povprečno 1156 mm padavin, kar se enakomerno porazdeli čez vse leto. Galway ima podobno kot večina Irske morsko podnebje (Cfb) v skladu s sistemom Köppenove klasifikacije podnebja. Medtem ko je skrajno vreme redko, lahko mesto in občina doživita hude nevihte, ki so posledica močnih atlantskih depresij, ki občasno potekajo ob severovzhodni obali Irske. Večina teh neurij je med pozno jesenjo in zgodnjo pomladjo. 

## Znamenitosti
- Galwayska stolnica ali stolnica Marije vnebovzete in sv. Nikolaja stoji na otoku Nun, na zahodnem bregu reke Corrib blizu mostu Salmon Weir in je ena največjih in najdominantnejših stavb v Galwayju. Gradnja stolnice se je začela leta 1958 in je bila zaključena leta 1965. Je na mestu nekdanjega mestnega zapora. Zadnja kamnita cerkev na Irskem ima ogromno osmerokotno kupolo na višini 44,2 m, ki dopolnjuje obzorje mesta Galway. Znotraj so bila vgrajena okna rozete in mozaiki, ki kažejo široko tradicijo krščanske umetnosti.[7]

- Lynch's Castle, grad, ki stoji med ulicama Shop Street in Abbeygate Street; v njem je zdaj banka AIB. Grad je štiri nadstropja visoka stavba z okrašeno vklesanimi okni, okrasnimi štukaturami in tlaki. Zgradila ga je vplivna družina Lynch kot zaščito pred napadi; apnenčasti deli stavbe lahko segajo v 14. stoletje, večji del je bil zgrajen v 16. stoletju. Lynch's, anglo-normanskega porekla, so bili eno izmed močnih 14 plemen, ki so vladali Galwayju. Leta 1493 je James Lynch Fitzstephen, kasneje župan Galwayja, obesil svojega sina zaradi umora španskega mornarja. Lynchov grb lahko vidimo na sprednji strani stavbe. Leta 1808 je bil dozidan velik prizidek, leta 1933 so bila izdelana rezbarjena vrata. Danes je možen ogled pritličja v času odprtja banke, kjer si lahko podrobneje ogleda zgodovino in arhitekturo stavbe.
- Cerkev sv. Nikolaja (St. Nicholas' Collegiate Church): Cerkev sv. Nikolaja je največja srednjeveška župnijska cerkev na Irskem, ki se redno uporablja za maše. Posvečena je bila leta 1965 in je velika zgradba iz apnenca. Ima eklektičen slog z neorenesančno kupolo, stebri in okroglimi loki ter neoromanskim portikom, ki prevladuje na glavni fasadi, kar je nenavadna značilnost sodobne irske cerkvene stavbe. Zgodnji deli cerkve segajo v leto 1320, čeprav nam tradicija pravi, da je bila cerkev zgrajena na ruševinah starejših zgradb. Govori se tudi, da je Krištof Kolumb tukaj molil leta 1477, preden je odpotoval na enega od svojih poskusov, da bi dosegel Novi svet. Sprehod po cerkvi omogoča vpogled v bogato zgodovino. Zunanjost ima številne rezbarije živali in mitskih bitij, medtem ko je notranjost polna različnih predmetov in spomenikov, kot so križarjev grob, itd. Poleg zanimivih cerkvenih vrat, trg pred cerkvijo ponuja dobro priložnost za raziskovanje barvitih stojnic.
- Galwayski muzej: Mestni muzej je za znamenitim Španskim lokom. V muzeju so postavljene razstave, ki prikazujejo vidike zgodovine in dediščine mesta Galway, osredotočajo se na srednjeveško mesto, vas Claddagh in Galway. Poleg tega muzej organizira občasne razstave in gosti razne eksponate iz drugih muzejev, galerij in posebnih interesnih skupin. Stavba sama ponuja spektakularne poglede na mestni predel Claddagh, Španski lok, reko Corrib in Galwayski zaliv.
- Irska univerza: Prvotna štirioglata zgradba NUI Galway, ki je bila postavljena leta 1849 (v času velike lakote ali An Gorta Mór) kot eden od treh kolidžev Kraljičine univerze na Irskem (skupaj s Queen's University Belfast in University College Cork). Na univerzi je shranjen Unescov arhiv govornega gradiva za keltske jezike.[8] Stavba stoji na bregovih reke Corrib. Univerza igra pomembno vlogo v kulturnem življenju mesta. Je prizorišče številnih glasbenih, literarnih in športnih dogodkov. V kampusu je muzej, umetniška galerija in gledališče, ne manjkajo pa tudi kavarne in restavracije.
- Eyre Square: Trg Eyre je osrednji del mesta Galway in ga je leta 1710 uradno otvoril župan Edward Eyre, od katerega je tudi trg dobil ime. Prvotno je bil okrašen z leseno ograjo, konec 18. stoletja pa je bil ograjen z železnimi ograjami. Te so bile odstranjene v 1960-ih in pozneje ponovno postavljene okoli cerkve sv. Nikolaja. Leta 1965 je bil trg uradno preimenovan v Kennedy Memorial Park v čast ameriškega predsednika Johna F. Kennedyja, ki je trg obiskal malo pred atentatom leta 1963. Na trgu so pomemba še vrata družine Browne, ki so bila prvotno postavljena na ulici Abbeygate Street, leta 1905 pa premaknjena na trg Eyre.
- Španski lok: Španski lok je na levem bregu reke Corribin in sega v srednjeveško obdobje. Zgrajen je bil leta 1584 in je podaljšek stavbe, ki je bila zgrajena v 12. stoletju in se je raztezala od Martinovega stolpa do reke. V njej so bili vojaki, ki so na strehi mesto varovali s topovi. Stavbo, ki je bila najprej znana kot Ceann in BhallGradil je zgradil Wylliam Martin, 34. župan Galwayja. Kasneje je postala znana kot Španski lok. To ime je vezano na nekdanjo trgovino s Španijo in španskimi galleoni, ki so se pogosto privezali tukaj. Leta 1755 je Španski lok delno uničil cunami. Do leta 2006 je v stavbi deloval mestni muzej Galway, ki se je preselil na novo lokacijo le 50 metrov stran.
- Most Salmona Weira: Most Salmona Weira prečka reko Corrib in povezuje stolnico na zahodni strani in sodišče na vzhodni strani. Številni ljudje se poleti na tem mostu zbirajo in opazujejo losose v reki Corrib. Med sezono lova na losose ljudje neprestano gledajo ribiče, ki ribarijo v reki in pozdravljajo vsak ulov. Iz samega mostu je čudovit pogled na stolnico in na most Wolfe Tone. Most je prvotno otvoril Henrik III., grof Ulsterski.
- Kirwans Lane: Je med najlepšimi srednjeveškimi predeli v Galwayju. Je v Latinski četrti ter vsebuje veliko ostankov arhitekture iz 16. in 17. stoletja. Je tudi v središču območja, ki je bilo prvotno znotraj mestnega obzidja in je poimenovano po enem od Galwayjevih štirinajstih 'plemen' - družin, ki so vladale mestu več stoletij. Območje je bilo znatno obnovljeno. Zdaj je sedež mnogih boemskih stilskih kavarn, restavracij, barov in obrti.
- Lynchevo okno (na Market Street), na katerem je plošča, ki spominja na eno od mestnih legend. Po legendi je leta 1493 takratni župan James Lynch FitzStephen obesil svojega sina zaradi umora mladega španskega obiskovalca, ki je imel smolo, da je spoznal dekle županovega sina. [9]
- Sodna palača in mestna hiša: Okrajno sodišče je bilo zgrajeno leta 1818 in je dobilo veliko priznanj za svojo zasnovo in arhitekturo. Sosednja je nekdanja mestna hiša, ki je bila prvotno do leta 1901 uporabljena kot sodišče. Takrat je postala Mestna hiša, gledališče in občasno tudi kino. Danes se stavba uporablja za gledališče Town Hall Theatre, ki je najbolj priljubljeno gledališče v mestu.

- Bridge Mills: Bridge Mills je glavna stavba na bregovih reke Corrib in označuje izhodiščno točko območja imenovanega Galwayjev Westend. Stavba je bila pred nekaj leti restavrirana s poudarkom na estetskih in zgodovinskih značilnostih. 430-letni Bridge Mills je zdaj center za jezike, umetnost, kulturo in specializirane poslovne projekte v mestu. Obiskovalci in domačini uživajo v prepoznavnih, drobno oblikovanih darilih, oblačilih in kulinaričnih ponudbah.Topovi na Irskem trgu, postavljeni v čast irskemu pehotnemu polku britanske vojske ob koncu krimske vojne (1854–1856) kot priznanje za njihove vojaške dosežke

- Hotel Meyrick, prvotno železniški hotel in nato hotel Great Southern, ki ga je leta 1845 zgradila Velika južna železniška družba[10]. Sedež na južnem obrobju Irskega trga je še vedno najstarejši hotel v mestu.
- Ostanki gradu Menlo so zunaj mesta, na vzhodni obali reke Corrib. Bil je eden od domov prednikov družine Blake, enega od plemen Galwaya iz okoli 1600−1910. Fasada družinske mestne hiše (Blakov grad) je še vedno na dnu ulice Quay.
- Kanal Eglinton, imenovan po nekdanjem irskem lordu, se pridruži reki Corrib in teče več kot kilometer od univerze do Claddagha.
- Claddagh je najstarejši del Galwaya, vendar je malo ali nič ostalo od stare vasi. Je pa v stranskem oltarju župnijske cerkve svete Marije na hribu pozni srednjeveški kip Gospe iz Galwaya. Starodavni obred blagoslavljanja zaliva je v nedeljo, ki je najbližja prazniku Marijinega vnebovzetja.
- Brownova vrata, ki so bila prvotno na spodnji ulici Abbeygate, zdaj pa so na severnem koncu Irskega trga, so bila vrata v mestni hiši družine Browne, ki je bila ena od štirinajstih plemen v Galwayu.
- Dvorana Red Earl (Halla in Iarla Rua); mogoče jo je videti skozi zaščitno stekleno steno ob ulici Flood. To je najstarejši srednjeveški naseljen del, ki je ohranjen v mestnem obzidju. Gradila jo je družina de Burgo v 13. stoletju in je bila ključna občinska stavba za zbiranje davkov, odpravo pravic in prirejanje banketov. To je bil srednjeveški davčni urad, dvorna in mestna hiša.

### Claddagh
Na zahodnem bregu reke Corrib, ko vstopi v morje, je starodavna soseska Claddagh. Že stoletja je bila zunaj mestnega obzidja irsko govoreča enklava. Prebivalci Claddagha so bili predvsem ribiči in jih je vodil izvoljeni kralj. Kralj Claddagha je rešil ali razsodil spore med domačini in imel privilegij belega jadra na svojem ribiškem čolnu. Zadnji pravi kralj, Martin Oliver, je umrl leta 1972. Naslov se še vedno uporablja v povsem častnem in obrednem kontekstu. Sedanji kralj je Michael Lynskey. Območje je znano tudi po povezavi s Claddagh Ringom.

### Muzeji
Mestni muzej Galwaya predstavlja dediščino Galwaya in irske umetnike iz druge polovice 20. stoletja. V tem muzeju je tudi kip pesnika Pádraica Ó Conaira, ki je prej stal v Kennedyjevem spominskem parku, predelu Irskega trga, pred njegovo obnovo. Leta 2017 je bila kopija kipa postavljena na Irskem trgu. Muzej je del Španskega oboka, zgodovinskih ostankov obzidja iz 16. stoletja. 
Galway ima še muzej geologije Jamesa Mitchella in muzej računalništva.
Muzej Nore Barnacle v Bowling Greenu je najmanjši muzej na Irskem. Nora je bila ljubica, spremljevalka in kasneje žena pisatelja Jamesa Joycea.

## Kultura
Galway je znan kot kulturno srce Irske (Croí Cultúrtha na hÉireann) in po svojem življenjskem slogu in številnih festivalih, praznikih in prireditvah. Novembra je v Galwayu festival vizualnih umetnosti Tulca in številne druge.
Generalni direktor Unesca je 1. decembra 2014 objavil uradno oznako Galwaya kot Unescovega mesta filma.
Leta 2004 so bili v mestu tri plesne organizacije, deset festivalskih podjetij, dve filmski organizaciji, dve irski jezikovni organizaciji, 23 glasbenih organizacij, 12 gledaliških družb, dve vizualni umetniški skupini in štiri pisateljske skupine v mestu.
Leta 2007 je bil Galway razglašen za eno od osmih »najbolj seksi mest« na svetu. Anketa za leto 2008 je Galway označila kot 42. najboljšo turistično točko na svetu ali 14. v Evropi in 2. na Irskem (za Dinglom). Mesto je bilo uvrščeno pred vsemi evropskimi prestolnicami, razen Edinburga, in pred številnimi tradicionalnimi turističnimi točkami (kot so Benetke).

### Umetnost
Pesniki, ki so trenutno v Galwayu, so Fred Johnston, Patrick Deeley, Rita Ann Higgins, Mary O'Malley, Moya Cannon, Eva Bourke, Kevin Higgins, Ndrek Gjini in Elaine Feeney. Walter Macken, Eilís Dillon, Máirtín Ó Direáin, Máirtín Ó Cadhain, Liam O'Flaherty, Pádraic Ó Conaire in Ken Bruen so dobro znani pisatelji v angleškem in irskem jeziku. Pisatelj in založnik Frank Harris se je rodil v Galwayu.
Knjižnica Jamesa Hardimana ima okoli 350 arhiviranih in/ali digitaliziranih zbirk, vključno z zbirko Thomasa Kilroya, Brendana Duddyja o konfliktu v Severni Irski, arhivom Johna McGahernoma in rokopisom Galwayevega mestnega sveta od 15. do sredine 19. stoletja.
Gretta Conroy se v kratki zgodbi Jamesa Joycea The Dead spominja  ljubimca Michaela Fureyja. Pesem Jamesa Joycea She Weeps Over Rahoon govori o žalosti Joyceeve žene Nore Barnacle zaradi smrti njenega nekdanjega fanta Michaela Bodkina. Bodkin in Nora sta bila iz Galwaya, Bodkin pa je pokopan na pokopališču Rahoon v zahodnem predmestju.
Walter Macken je dogajanje svojega romana Rain on the Wind postavil v mesto.
Burren mysteries Core Harrison se tudi nanašajo na Galway v zgodnjem 16. stoletju.

### Irski jezik
Mesto Galway med irskimi mesti slovi po povezovanju z irskim jezikom, glasbo, pesmijo in plesnimi tradicijami. Včasih se imenuje »dvojezična prestolnica Irske«, čeprav se tako kot drugod v Republiki Irski prebivalci pogosteje pogovarjajo v angleščini. Mesto je dobro znano po svoji "irščini" predvsem zato, ker ima na svojem pragu irsko govoreče območje Galway. Irska gledališka, televizijska in radijska produkcija ter irska glasba so sestavni del mestnega življenja v Galwayu, medtem ko imata irska televizija in irski radio sedež v Connemari, v grofiji Galway. Štiri volilne enote ali soseske (od dvaindvajsetih) so označene kot irsko govoreče območje. Univerza v Galwayu ima tudi arhiv govornega gradiva za keltske jezike.

### Religija
Od 14. stoletja je bil zavetnik mesta sveti Nikolaj iz Mire. Rimskokatoliška škofija iz Galwaya je bila ustanovljena leta 1831 po ukinitvi Svetega sedeža v korist Galwaya. Leta 1883 je bila združena s škofijo Kilmacduagh (iz leta 1152) in ob upoštevanju uprave škofije Kilfenore (iz leta 1152). Njeno polno ime je škofija Galwaya, Kilmacduaga in apostolska administracija Kilfenora (v irščini Deoise na Gaillimhe, Chill Mac Duach agus Riarachán Aspalda Cill Fhionnúrach, v latinščini Diocesis Galviensis, Duacensis ac Administratio Apostolica Finaborensis). Škofija je posvečena Naši gospe vnebovzeti in svetemu Nikolaju, svetemu Fachananu (Kilmacduagh) in svetemu Kolmanu (Kilfenora). Ker je škofija Kilfenora v cerkveni provinci Cashel, je škof Galwaya njen apostolski administrator in ne njen škof. Škofiji Galway in Kilmacduagh sta v cerkveni provinci Tuam.
V Irski cerkvi je Galway župnija Združene škofije Tuam, Killala in Achonryja. Glavna cerkev župnije je kolegijska cerkev svetega Nikolaja (ustanovljena leta 1320).  Ahmadijeva mošeja, odprta leta 2014, je edina mošeja v Galwayu.

## Gospodarstvo
Mesto Galway je glavno mesto regije Connacht. Mesto je v zadnjih letih doživelo zelo hitro rast. Ima močno lokalno gospodarstvo z dopolnjujočimi poslovnimi področji, tudi s predelovalno industrijo, turizmom, maloprodajo in razpečavanjem, izobraževanjem, zdravstvenim varstvom in storitvami, ki vključujejo finančne, gradbene, kulturne in strokovne.
Večina (47 %) zaposlenih v Galwayu dela v trgovini ali strokovnem področju, pri čemer je veliko (17 %) zaposlenih tudi v predelovalnih dejavnostih. Večina industrije in proizvodnje je visoko tehnološka (npr. IKT, medicinska oprema, elektronika, kemikalije itd.) zaradi gospodarskega razcveta keltskega tigra. Podjetja, kot so Boston Scientific, Medtronic, EA Games, Cisco in SAP AG, imajo svoje regionalne pisarne ali druge pisarne v mestu Galway in okolici. Kmalu bo Apple zgradil ogromen podatkovni center v Ateniju zunaj mesta Galway. Turizem je tudi velikega pomena za mesto, ki je leta 2000 imelo več kot 2,1 milijona obiskovalcev in ustvarilo prihodke nad 400 milijonov evrov. 